# Lista de deputados estaduais do Piauí da 8.ª legislatura
Esta é a lista de deputados estaduais do Piauí para a legislatura 1975–1979.

## Composição das bancadas
| Partido | Líder             | Bancada | Posição  |
| ------- | ----------------- | ------- | -------- |
| ARENA   | Ribeiro Magalhães | 20 / 24 | Governo  |
| MDB     | Nogueira Filho    | 4 / 24  | Oposição |

## Deputados estaduais
Das vinte e quatro vagas em disputa a ARENA conquistou vinte.
| Número | Deputados estaduais eleitos | Partido | Votação | Percentual | Cidade onde nasceu   | Unidade federativa |
| 11781  | Ribeiro Magalhães           | ARENA   | 16.702  | 4,08%      | Piracuruca           | Piauí              |
| 15104  | Francisco Figueiredo        | MDB     | 15.323  | 3,74%      | União                | Piauí              |
| 11412  | Sebastião Leal              | ARENA   | 15.051  | 3,68%      | Uruçuí               | Piauí              |
| 11116  | Carvalho e Silva            | ARENA   | 11.899  | 2,91%      | Teresina             | Piauí              |
| 11473  | Afrânio Nunes               | ARENA   | 11.707  | 2,86%      | Amarante             | Piauí              |
| 11925  | Bona Medeiros               | ARENA   | 11.472  | 2,80%      | União                | Piauí              |
| 11966  | João Lobo                   | ARENA   | 11.180  | 2,73%      | Floriano             | Piauí              |
| 11513  | Wilson Parente              | ARENA   | 10.911  | 2,67%      | Cristino Castro      | Piauí              |
| 11393  | Wilson Brandão              | ARENA   | 9.998   | 2,44%      | Pedro II             | Piauí              |
| 11481  | Walmor Carvalho             | ARENA   | 9.945   | 2,43%      | Oeiras               | Piauí              |
| 11582  | Freitas Neto                | ARENA   | 9.892   | 2,42%      | Teresina             | Piauí              |
| 11449  | Roberto Raulino             | ARENA   | 9.803   | 2,39%      | Altos                | Piauí              |
| 11499  | Humberto Silveira           | ARENA   | 9.441   | 2,31%      | Jaicós               | Piauí              |
| 11368  | Sabino Paulo                | ARENA   | 8.836   | 2,16%      | São João do Piauí    | Piauí              |
| 11252  | Barros Araújo               | ARENA   | 8.833   | 2,16%      | Picos                | Piauí              |
| 11770  | José de Castro              | ARENA   | 8.513   | 2,08%      | São Raimundo Nonato  | Piauí              |
| 11742  | Joaquim Bezerra             | ARENA   | 8.294   | 2,03%      | Lagoa Alegre         | Piauí              |
| 11564  | Waldemar Macedo             | ARENA   | 8.204   | 2,00%      | São Raimundo Nonato  | Piauí              |
| 15453  | Nogueira Filho              | MDB     | 8.096   | 1,98%      | Pedro II             | Piauí              |
| 15247  | Oscar Eulálio               | MDB     | 7.874   | 1,92%      | Picos                | Piauí              |
| 11234  | Juarez Tapety               | ARENA   | 7.868   | 1,92%      | Oeiras               | Piauí              |
| 11769  | Homero Castelo Branco       | ARENA   | 7.696   | 1,88%      | Amarante             | Piauí              |
| 11269  | Carlos Augusto              | ARENA   | 7.610   | 1,86%      | Campo Maior          | Piauí              |
| 15218  | Bruno dos Santos            | MDB     | 6.986   | 1,71%      | Conceição do Canindé | Piauí              |